# Султани Османської імперії

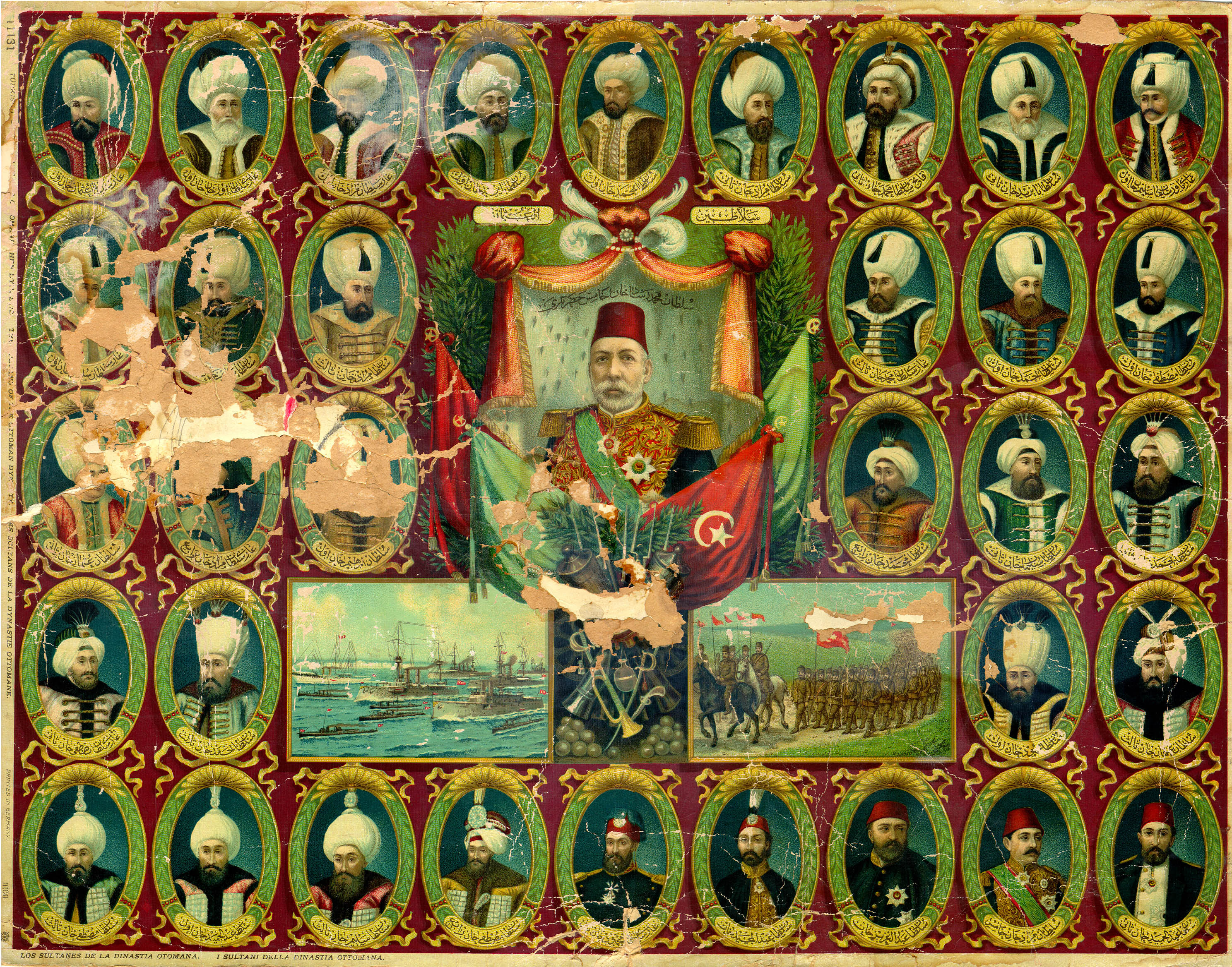
Османські монархи від Османа I до Мехмеда V

Османські султани — правителі Османської імперії.

## Опис
Турки-османи походили з огузького племені кайи, що мешкало в Середній Азії в області Балха. Рятуючись від навали монголів, частина племені відкочувала на захід, де їхні ватажки перебували на службі у Хорезмшаха Джалал уд-Діна. Потім невеликий підрозділ кайи, на чолі з Ертогрулом, попрямувала у володіння Румського султана Кей-Кубада I, який подарував йому удж Сегюта в Анатолії, на кордоні з візантійськими володіннями.
У 1402 завойовник Тимур розгромив османів під Анкарою. Султан Баязид I потрапив в полон, де й помер. Державу османів Тимур розділив на частини. Лише Мурад II зміг знову відновити єдність держави. Потужна експансія турків почалася з XIV століття.

Османський Імператорський прапор

1517 року Селім I знищив державу мамелюків в Єгипті, і приєднав Єгипет до своїх володінь. Він також прийняв новий титул халіф правовірних. Османські султани носили титул халіфа аж до 1924.

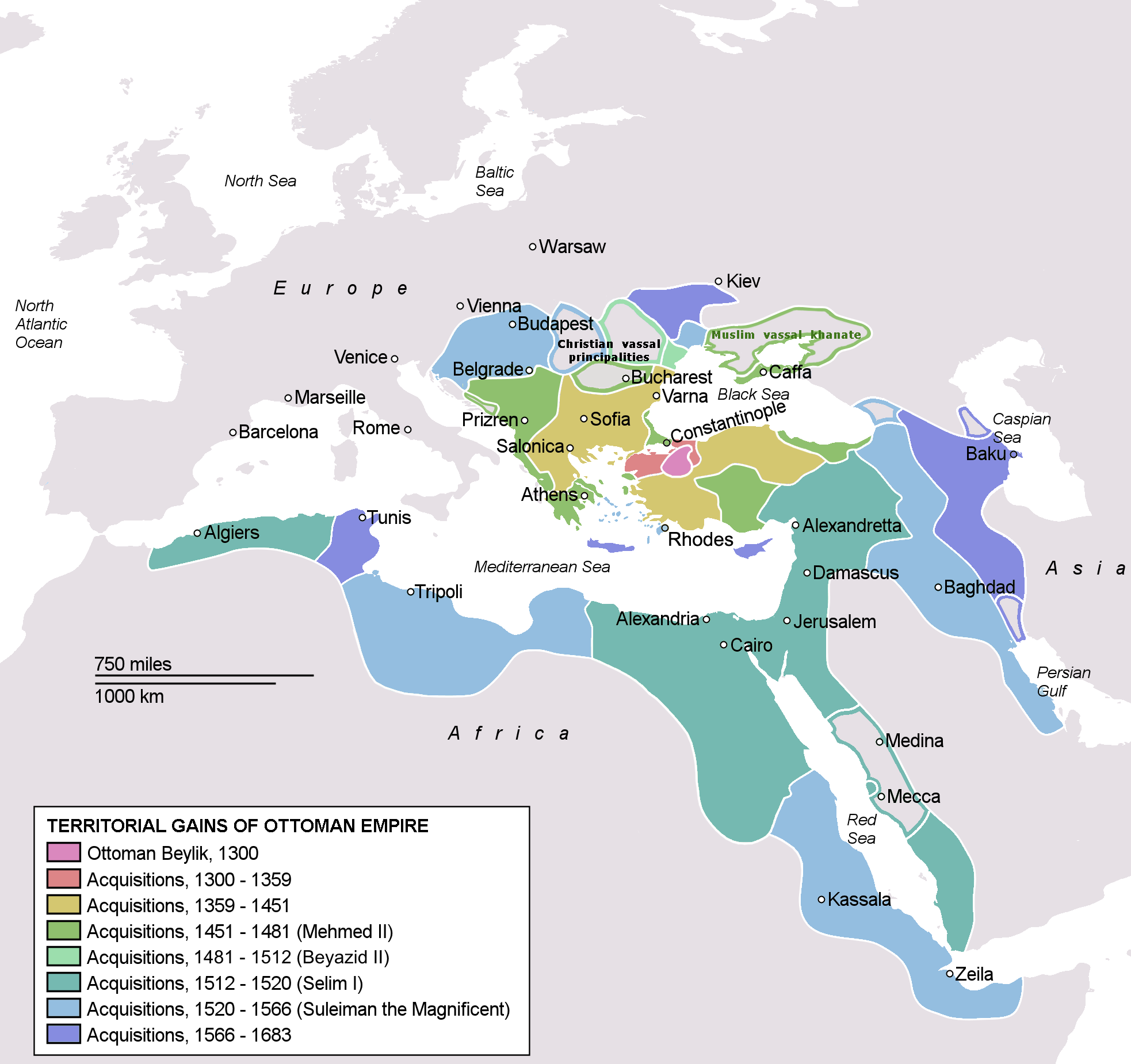
Османська імперія

Поступово посилившись, турки-османи захопили величезні території, що включали в себе весь Балканський півострів, Малу Азію, Північну Африку аж до Марокко, Сирію, Палестину, Аравійський півострів, Межиріччя, Закавказзя і Крим.
У 1922 султан Мехмед VI покинув країну. Практично з цього моменту монархія в Османській імперії перестала існувати. Документально це було оформлено 29 жовтня 1923 року, коли була проголошена Турецька республіка. Більше в Туреччині монархія не відроджувалася.

## Список

### Предки
- Шах Сулейман, син кайи Алпа, 1178 - 1236.
- Ертогрул, син Сулеймана, 1191р. , уджбей Сегюта 1230 - 1281.

### Правителі
- Осман I (Фахр уд-Дін Осман бей) — син Ертогрула нар. 1258, уджбей Сегюта 1281–1299, улубей Найвищої Османської держави 1299–1324.
- Орхан I (Іхтіяр уд-Дін Орхан-бей, прозваний також Переможний) — син Османа I, нар. 1288, улубей Найвищої Османської держави 1324–1362.
- Мурад I — син Орхана, нар. 1326, султан Найвищої Османської держави 1362–1389
- Баязид I (Блискавичний) — син Мурада I, нар. 1360, султан Найвищої Османської держави 1389–1402.
  - Сулейман Челебі (Шляхетний) (Гияс уд-Дунія ве д-Даула Сулейман-хан) — син Баязида I, нар. 1375, улубей Айдин, карес і Сарухан 1396–1402, султан Найвищої Османської держави (правив європейськими володіннями) 1402 / 1403–1411.
  - Муса Челебі (Салах уд-Дунія ве д-Дін Муса-хан) — син Баязида I, нар. 1388, султан Найвищого Османської держави (правив європейськими володіннями) 1411–1413.
- Мехмед I Челебі (Гияс уд-Дін Мехмед-хан) — син Баязида I, нар. 1374, султан Найвищої Османської держави (правив малоазійськими володіннями в 1402/1403-1413) 1413–1421.
- Мурад II — син Мехмеда I, нар. 1404, султан Найвищої Османської держави 1421–1444, 1446–1451.
- Мехмед II Фатіх (Завойовник) — син Мурада II, нар. 1432, султан Найвищої Османської держави 1444–1446, 1451–1453, падишах Найвищої Османської держави 1453–1481.
- Баязид II Дервіш — син Мехмеда II, нар. 1447, падишах Найвищої Османської держави 1481–1512.
- Селім I Явуз — син Баязида II, нар. 1467, падишах Найвищої Османської держави 1512–1520.
- Сулейман I Пишний (прозваний турками Законодавець , а європейцями Чудовий) — син Селіма I, нар. 1495, падишах Найвищої Османської держави 1520–1566, халіф 1544–1566.
- Селім II — син Сулеймана I, нар. 1524, падишах Найвищої Османської держави, халіф 1566–1574.
- Мурад III — син Селіма II, нар. 1546, падишах Найвищої Османської держави, халіф 1574–1595.
- Мехмед III — син Мурада III, нар. 1568, падишах Найвищої Османської держави, халіф 1595–1603.
- Ахмед I — син Мехмеда III, нар. 1589, падишах Найвищої Османської держави, халіф 1603–1617.
- Мустафа I — син Мехмеда III, нар. 1591, падишах Найвищої Османської держави, халіф 1617–1618, 1622–1623, пом. 1639.
- Осман II — син Ахмеда I, нар. 1604, падишах Найвищої Османської держави, халіф 1618–1622.
- Мурад IV — син Ахмеда I, нар. 1612, падишах Найвищої Османської держави, халіф 1623–1640.
- Ібрагім I — син Ахмеда I, нар. 1615, падишах Найвищої Османської держави, халіф 1640–1648.
- Мехмед IV — син Ібрагіма I, нар. 1642, падишах Найвищої Османської держави, халіф 1648–1687, пом. 1691.
- Сулейман II — син Ібрагіма I, нар. 1642, падишах Найвищої Османської держави, халіф 1687–1691.
- Ахмед II — син Ібрагіма I, нар. 1643, падишах Найвищої Османської держави, халіф 1691–1695.
- Мустафа II — син Мехмеда IV, нар. 1664, падишах Найвищої Османської держави, халіф 1695–1703.
- Ахмед III — син Мехмеда IV, нар. 1673, падишах Найвищої Османської держави, халіф 1703–1730, пом. 1736.
- Махмуд I — син Мустафи II, нар. 1696, падишах Найвищої Османської держави, халіф 1730–1754.
- Осман III — син Мустафи II, нар. 1699, падишах Найвищої Османської держави, халіф 1754–1757.
- Мустафа III — син Ахмеда III, нар. 1717, падишах Найвищої Османської держави, халіф 1757–1774.
- Абдул-Гамід I — син Ахмеда III, нар. 1725, падишах Найвищої Османської держави, халіф 1774–1789.
- Селім III — син Мустафи III, нар. 1761, падишах Найвищої Османської держави, халіф 1789–1807, пом. 1808.
- Мустафа IV — син Абдул-Хаміда I, нар. 1778, падишах Найвищої Османської держави, халіф 1807–1808.
- Махмуд II — син Абдул-Хаміда I, нар. 1785, падишах Найвищої Османської держави, халіф 1808–1839.
- Абдул-Меджид I — син Махмуда II, нар. 1823, падишах Найвищої Османської держави, халіф 1839–1861.
- Абдул-Азіз — син Махмуда II, нар. 1830, падишах Найвищої Османської держави, халіф 1861–1876.
- Мурад V — син Абдул-Меджида I, нар. 1830, падишах Найвищої Османської держави, халіф 1876, пом. 1904.
- Абдул-Гамід II — син Абдул-Меджида I, нар. 1842, падишах Найвищої Османської держави, халіф 1876–1909, пом. 1918.
- Мехмед V Решад — син Абдул-Меджида I, нар. 1844, падишах Найвищої Османської держави, халіф 1909–1918.
- Мехмед VI Вахідеддін — син Абдул-Меджида I, нар. 1861, падишах Найвищої Османської держави, халіф 1918–1922, пом. 1926.
- Абдул-Меджид II — син Абдул-Азіза, нар. 1868, халіф 1922–1924, пом. 1944.